# ユーリー・リュビーモフ
ユーリー・リュビーモフ（Yuri Lyubimov、1917年9月30日 - 2014年10月5日）は、ロシアの俳優、演出家。